# Partido Demócrata Cristiano (Costa Rica)
El Partido Demócrata Cristiano de Costa Rica fue un partido político que existió entre 1967 y 1983. Fue fundado por el exmilitante del Partido Liberación Nacional Luis Barahona Jiménez, quien también había sido miembro del Centro para el Estudio de los Problemas Nacionales (Think tank que sería uno de los gérmenes del PLN), filósofo y catedrático de la Universidad de Costa Rica quien tras viajar a España entró en contacto con la democracia cristiana europea y regresó al país para fundar un círculo de pensamiento democristiano que estableció contactos con los partidos COPEI de Venezuela y Demócrata Cristiano de El Salvador.
Participó por primera vez en las elecciones generales de 1970 postulando al médico anestesiólogo Jorge Arturo Monge Zamora, siendo el menos votado de los candidatos de esos comicios (0.9% de los votos) pero obteniendo un diputado en la Asamblea. El PDC volvió a postular a Monge Zamora en las siguientes elecciones de 1974 obteniendo 0.5% de los votos y sin diputados.
En 1976 el PDC formó parte de las negociaciones para presentar una candidatura unificada de la oposición al liberacionismo que agrupó a los principales partidos políticos de variadas ideologías incluyendo socialcristianos, liberales, conservadores, calderonistas, socialdemócratas y exliberacionistas, pero excluyendo a marxistas, que suscriben el "Pacto de Ojo de Agua" formando así la Coalición Unidad y realizan una convención nacional (elección primaria) entre dos precandidatos; Rodrigo Carazo que era apoyado por los partidos Renovación Democrática, Unión Popular y el Demócrata Cristiano y Miguel Barzuna que era apoyado por los partidos Republicano Calderonista y Nacional Independiente. Carazo gana la convención lo que finalmente provocaría la salida del PNI. La Coalición Unidad triunfaría en las elecciones de 1978 logrando la victoria de Carazo en la presidencia. En las siguientes primarias el PDC respaldaría la precandidatura de Rafael Ángel Calderón Fournier, quien ganó las primarias y fue candidato en las elecciones de 1982.
En 17 de diciembre de 1983 los partidos que conformaban la Coalición Unidad se unifican creando el Partido Unidad Social Cristiana. Si bien el PDC era el partido con menos arrastre electoral de la coalición fue el que le dio contenido ideológico al futuro PUSC y heredó a este partido su puesto en la Internacional Demócrata Cristiana y su enlace con la Fundación Konrad Adenauer. El PUSC le daría tres presidentes de la República a Costa Rica.

## Elecciones presidenciales
| Elecciones presidenciales |                    |       |       |          |
| Año                       | Candidato          | Votos | %     | Posición |
| 1970                      | Jorge Monge Zamora | 5 015 | 0.93% | 5°       |
| 1974                      | Jorge Monge Zamora | 3 461 | 0.51% | 7°       |

## Elecciones legislativas
|  | 2.5 % |

|  | 2.0 % |